# Gangneung Citizen FC
Der Gangneung City FC ist ein Fußballfranchise aus Gangneung, Südkorea. Der Verein spielt aktuell in der K3 League, der dritthöchsten Spielklasse Südkoreas.

## Geschichte
Das Franchise wurde im Jahr 1999 gegründet und spielt seit der Saison 2003 in der Korea National League. Zuvor nahm es von 1999 bis 2002 nur am Pokal teil. 
2004 wurden sie zum ersten Mal Vize-Meister. Sie gewannen den Titel zum ersten Mal 2009. Es ist bisher ihr einziger Titel.

## Stadion
Ihre Heimspiele trägt die Mannschaft im Gangneung-Stadion aus.